# Antipop (programa de televisión)
Antipop es un programa de televisión cultural realizado por Cecilia Amenábar y estrenado el 17 de mayo de 2010. Fue un ciclo de 13 documentales sobre la escena musical independiente de Argentina y Chile. El programa fue emitido los días lunes en horario prime (20:00 h) por Canal (á) durante el 2010. Durante los años posteriores fue retransmitido por el mismo canal en diferentes horarios. 
Fue el último programa que realizó Cecilia (antes Enemilímetros, Arte Vivo 2 y Antiarte) en la señal, ya que después del accidente que dejó en coma a Gustavo Cerati (padre de sus dos hijos) decidió ponerle fin al contrato que tenía con el canal.

## Capítulos

### Ahora
Entrevista a la banda Ahora formada en 2004. 
- Agustín Della Croce
- Nacho Marciano
- Gabriel Muscio
- Pablo Nardo

### Aldo Benítez & YiLet
Entrevista al músico argentino Aldo Benítez y la cantante YiLet.

### Alfonso El Pintor
Entrevista en Ramos Mejía al músico Emiliano Sánchez más conocido como Alfonso El Pintor.

### Astro
Entrevista en Santiago a parte de la banda Astro formada en 2008.
- Andrés Nusser
- Octavio Cavieres
- Franco "Coco" Peralta

### Billordo
Entrevista en Buenos Aires al músico platense Diego Billordo más conocido como Billordo.

### Cómeme
Entrevista en Santiago a los fundadores del sello independiente de música electrónica Cómeme.
- Matías Aguayo
- Vicente Sanfuentes

### Diosque
Entrevista al músico tucumano Juan Román Diosque más conocido como Diosque.

### Hip Hop en Chile
Entrevista en Santiago a la banda Funk Attack (spin-off Los Tetas), DJ Bitman y Chico Claudio.
- Camilo "Tea-Time" Castaldi
- David "Rulo" Eidelstain
- Luis "Tata" Bigorra
- DJ Bitman
- Chico Claudio

### Javiera Mena & Gepe
Entrevista en Santiago a los músicos Javiera Mena y Daniel Riveros más conocido como Gepe.

### La Luli
Entrevista a la cantante pop Luciana Kuks más conocido como La Luli.

### Los Lenguas
Entrevista en Ingeniero Maschwitz al dúo Los Lenguas formado en 2007.
- L-Dance
- Rocko

### Maxi Trusso
Entrevista en Buenos Aires al cantante argentino Maxi Trusso.

### Victoria Mil
Entrevista a la banda argentina Victoria Mil formada en la década del '90.
- Julián Della Paolera
- Leonardo Santos
- Sebastián Velázquez
- Miguel Castro
- Leandro Fresco

## Créditos
- Dirección: C. Amenábar
- Producción: Gaff
- Sonido: Rudie (Rudie Martínez)
- Gráfica: Panchu (Francisca Dulanto)
- Edición: Zebra